# Namsan-dong, Busan
Namsan-dong (koreanska: 남산동) är en stadsdel i stadsdistriktet Geumjeong-gu i staden Busan, i den sydöstra delen av Sydkorea, 300 km sydost om huvudstaden Seoul.